# Polo Wila
Polo Wila (Guayaquil, Provincia del Guayas, Ecuador, 9 de febrero de 1987) es un futbolista ecuatoriano. Se desempeña de mediocampista y actualmente juega en el Club Social y Deportivo Vargas Torres de la Serie B de Ecuador, es hermano menor de Armando Wila.

## Trayectoria
Polo Wila nació futbolísticamente en las divisiones menores del Deportivo Cuenca, donde jugó desde la Sub-16 hasta la Sub-20. En la temporada del 2004 debutó en Primera División, en el último partido del año ante El Nacional en Quito, ya cuando dos fechas antes se había asegurado el título de campeón. 
Con el club cuencano estuvo hasta el 2008 y en el 2009 es fichado por el Emelec de Guayaquil, su tierra natal. En el 2013 queda campeón de Ecuador con Emelec, a pesar de no haber tenido muchos minutos de juego ese año. En 2014 pasa a las filas del Olmedo de Riobamba, Para el 2015 vuelve a jugar en el Deportivo Cuenca después de 5 años.

## Clubes
| Club                                       | País    | Año           |
| ------------------------------------------ | ------- | ------------- |
| Deportivo Cuenca                           | Ecuador | 2004-2008     |
| Emelec                                     | Ecuador | 2009-2013     |
| Olmedo                                     | Ecuador | 2014-2015     |
| Deportivo Cuenca                           | Ecuador | 2015          |
| Delfín SC                                  | Ecuador | 2015          |
| Fuerza Amarilla S.C.                       | Ecuador | 2016-2017     |
| Orense Sporting Club                       | Ecuador | 2018          |
| Liga Deportiva Universitaria de Portoviejo | Ecuador | 2019          |
| Guayaquil FC                               | Ecuador | 2020          |
| Club Social, Cultural y Deportivo Brasilia | Ecuador | 2021          |
| Club Deportivo de Filanbanco               | Ecuador | 2022          |
| Club Social y Deportivo Vargas Torres      | Ecuador | 2023-presente |

## Palmarés

### Campeonatos nacionales
| Título             | Club             | País    | Año  |
| ------------------ | ---------------- | ------- | ---- |
| Serie A de Ecuador | Deportivo Cuenca | Ecuador | 2004 |
| Serie A de Ecuador | Emelec           | Ecuador | 2013 |
| Serie B            | Delfín SC        | Ecuador | 2015 |

- Datos: Q7225909